# Jard van Nes
Jard van Nes (Zwollerkerspel, 15 juni 1948) is een Nederlandse mezzosopraan.

## Opleiding
Van Nes studeerde eerst piano aan het Utrechts Conservatorium bij Sas Bunge. Pas toen ze daarmee klaar was stapte ze over naar zang. Ze studeerde bij Herman Woltman aan het Koninklijk Conservatorium in Den Haag. Ze volgde verder cursussen interpretatie bij onder anderen Felix de Nobel en Pierre Bernac.

## Prijzen en onderscheidingen
In 1978 won Van Nes een prijs bij het Internationale Vocalistenconcours in 's-Hertogenbosch. In 1981 won ze het Internationale Opera- en Belcantoconcours, dat georganiseerd werd door de Vlaamse omroep. In 1984 ontving Jard van Nes de Nederlandse Muziekprijs nadat ze verder had gestudeerd bij Christa Ludwig en Noemie Perugia.

## Activiteiten
Van Nes was een concert-, oratorium- en liedzangeres met ook opera op haar repertoire. Haar repertoire strekte zich uit van barokmuziek tot stukken die speciaal voor haar werden geschreven, door componisten als Theo Loevendie, Tristan Keuris en Caroline Ansink.
De deelname aan de finale van het Internationale Vocalisten Concours werd Van Nes' doorbraak. Ze was begonnen als alt, maar later presenteerde ze zich als mezzosopraan omdat het repertoire voor mezzosopranen uitgebreider is. Haar carrière ging relatief snel, en Van Nes groeide in korte tijd uit tot een van de meest vooraanstaande mezzosopranen van haar generatie, zowel binnen Nederland en daarbuiten.

### Opera
Van Nes' operadebuut was de rol van Anima in de opera Rappresentatione di anima e di corpo van Emilio de'Cavalieri, in een voorstelling op 30 september 1971 in de Buurkerk in Utrecht. In 1975 zong ze op het Holland Festival in de opera Seelewig. Vervolgens zong ze bij de Nederlandse Operastichting in Georg Friedrich Händels Rodelinda in de rol van Bertarido (Amsterdam, Stadsschouwburg, 23 september 1983). Voorts zong ze rollen in Händel (Orlando, titelrol, 1985), Richard Wagner (Brangäne in Tristan en Isolde, 1987), Magdalena in Die Meistersinger von Nürnberg, (1986, Fricka, Erda), Giuseppe Verdi (Ulrica, Un ballo in maschera, 1990) en Richard Strauss. Ze zong de titelrol in de première van Naima van Theo Loevendie tijdens het Holland Festival van 1985. Ze zong ook dikwijls in het buitenland, zoals in Salzburg (Die Zauberflöte en György Ligeti's Le Grand Macabre). De laatste opera ook in Parijs. De Verenigde Staten, Canada en het Midden-Oosten (concerttournee in 1980).

### Concert
Van Nes zong onder vele beroemde dirigenten zoals Bernard Haitink, Daniel Barenboim, Roberto Benzi, Pierre Boulez, Riccardo Chailly, Charles Dutoit, Ivan Fischer, Reinbert de Leeuw, Kurt Masur, Carlo Maria Giulini, Nikolaus Harnoncourt, Mariss Jansons, Mstislav Rostropovitsj, Esa-Pekka Salonen, Kurt Sanderling, Georg Solti, Hans Vonk en Edo de Waart.
Het meest bekend stond ze met haar ontroerende vertolkingen van het werk van Gustav Mahler. Over de hele wereld zong ze in uitvoeringen van de Tweede, Derde en Achtste symfonie en Das Lied von der Erde. Voor haarzelf was een hoogtepunt een concert in 1995 met Bernard Haitink in Dresden met Mahlers Tweede symfonie. Het concert was ter gelegenheid van de vijftigste jaarlijkse herdenking van het bombardement op Dresden. Van Nes schreef hierover in het boek Bernard Haitink, een vriendenboek (samengesteld door Paul Korenhof) "... Charlotte Margiono en ik zaten vanaf het begin van de symfonie op het podium om te voorkomen dat er bij onze opkomst na het eerste deel geapplaudisseerd zou worden en dat zou nu, vanwege het herdenkingskarakter, nog extra storend geweest zijn. De hele uitvoering was van een enorme intensiteit, die haar hoogtepunt kreeg in de reactie van het publiek. Het klapte niet, maar stond na dat machtige slot in doodse stilte als één man op. Charlotte en ik waren in tranen. We hadden onzelf tekort gedaan als we pas na het eerste deel waren opgekomen. Nu was je vanaf het begin deel van dat indrukwekkende geheel."

### Lied
Liedrecitals gaf Van Nes over de hele wereld met pianisten als Gérard van Blerk, Roger Vignoles en David Selig, onder meer in de Wigmore Hall in Londen, Carnegie Hall in New York, het Théatre de l'Athenée in Parijs, de Musikverein in Wenen en het Concertgebouw in Amsterdam.

### Docente
Van Nes was hoofdvakdocente zang van het Koninklijk Conservatorium in Den Haag vanaf september 1982 tot september 1984.
Sinds het beëindigen van haar actieve zangcarrière (zie onder) wijdt Van Nes zich helemaal aan het lesgeven. In 2000, 2002, 2003, 2004, 2006 gaf ze een masterclass in 's-Hertogenbosch. In 2000, 2002, 2004 en 2008 was ze jurylid bij het Internationaal Vocalisten Concours in 's-Hertogenbosch. Van Nes geeft sinds 2002 ieder jaar tijdens het Internationaal Kamermuziekfestival Schiermonnikoog in de eerste week van oktober 6 dagen masterclasses.

## Afscheid
Al in 1994 gaf Van Nes te kennen dat ze niet tot haar zestigste door zou willen zingen. In januari 2001 kondigde ze haar afscheid aan, in Arnhem na een uitvoering van Mahlers Derde Symfonie met het Gelders Orkest onder leiding van Lawrence Renes. Ze zei dat het haar steeds meer moeite kostte om te voldoen aan de hoge eisen die ze zichzelf stelt.
Met haar echtgenoot Hans Hierck, voormalig directeur van Het Gelders Orkest en medewerker van Radio 4, verhuisde ze van Oosterbeek naar België. In 2002 werd Van Nes benoemd tot Ridder in de Orde van de Nederlandse Leeuw.
- Bibsys: 2102563
- Bibliothèque nationale de France: cb139316924 (data)
- CiNii: DA09601065
- Gemeinsame Normdatei: 134046269
- International Standard Name Identifier: 0000 0000 5513 4429
- Library of Congress Control Number: n90645406
- Nationale Bibliotheek van Letland: 000039350
- MusicBrainz: 285047fe-d505-4656-b291-ac2bc8f4e98c
- Nationale Bibliotheek van Israël: 987007451852205171
- Nederlandse Thesaurus van Auteursnamen: 071393781
- Système universitaire de documentation: 060229314
- Virtual International Authority File: 15977894
- WorldCat: E39PBJm4V44DPvfkQMQrtrt7pP